# Eberhard Feister
Eberhard Feister (* 1. September 1930 in Bautzen; † 24. Mai 1987) war ein deutscher Diplomat. Er war Botschafter der DDR im Sudan, in Angola und in mehreren südostasiatischen Staaten.

## Leben
Nach dem Abitur absolvierte Feister 1950/1951 zunächst ein Praktikum und studierte dann von 1952 bis 1955 an der Hochschule für Ökonomie Berlin. Er schloss sein Studium als Diplomwirtschaftler ab. Von 1955 bis 1960 war er Mitarbeiter beim Rat des Kreises Strausberg.
1960 trat er in den diplomatischen Dienst der DDR ein und wurde Anfang der 1960er Jahre Attaché an der Botschaft in Sofia. Von 1966 bis 1968 war er stellvertretender Leiter, von Juli 1968 bis Juni 1969 dann Leiter der DDR-Handelsvertretung in Khartum und anschließend bis Mai 1970 Botschafter im Sudan. Während des Sudan-Besuches des Präsidenten der Zentralafrikanischen Republik (ZAR), Jean-Bédel Bokassa, unterzeichnete Feister mit diesem am 18. April 1970 eine Vereinbarung über die Herstellung diplomatischer Beziehungen und den Austausch von Botschaftern zwischen der DDR und der ZAR. 1970 promovierte Feister. Ab 1970 war er leitender Mitarbeiter in der Abteilung Arabische Länder im Ministerium für Auswärtige Angelegenheiten der DDR. Von März 1976 bis November 1977 war er Botschafter in Luanda.
Von April 1978 bis März 1982 war Feister Botschafter in Indonesien, vom 8. Juni 1978 bis Juli 1981 Botschafter in den Philippinen, vom 21. September 1978 bis 1980 Botschafter in Malaysia und vom 23. Juni 1979 bis Februar 1982 auch Botschafter in Singapur. Zuletzt arbeitete er als Sekretär des Solidaritätskomitees der DDR.
Feister war Mitglied der Sozialistischen Einheitspartei Deutschlands. Er verstarb nach langer schwerer Krankheit im Alter von 57 Jahren.

## Auszeichnungen
- Orden „Banner der Arbeit“ Stufe III (1981)
- Verdienstmedaille der Republik Indonesien (1982)